# Корсаков, Пётр Александрович
Пётр Александрович Корсаков (17 [28] августа 1790, село Буриги, Псковское наместничество — 11 [23] апреля 1844, Санкт-Петербург) — русский журналист, писатель, драматург, переводчик и цензор.

## Биография
Из родовитых дворян. Родные братья П. А. Корсакова связаны в истории культуры с Пушкиным; Николай Александрович Корсаков — одноклассник Пушкина по Царскосельскому лицею, рано умерший в Италии, которому Пушкин посвятил несколько строк в «19 октября 1825 г.», Михаил Александрович Дондуков-Корсаков — вице-президент Академии наук, герой пушкинской эпиграммы «В Академии наук // заседает князь Дундук». 
Корсаков получил домашнее образование. Служил в департаменте Министерства финансов (с 1803). В 1804 году, страстно мечтая о морской службе и путешествиях, заручившись содействием своего дяди Н. П. Резанова, начальника снаряжавшейся кругосветной экспедиции, Корсаков выдержал экзамен на гардемарина и был готов к отплытию; однако покорился воле отца, не решившегося отпустить сына в опасное путешествие. Эта страсть подвигнула Корсакова на первое литературное сочинение — компилятивный труд «Собрание путешествий, предпринятых агентами Лондонского общества африканских открытий во внутренность сей части света» (1807), описание географических открытий, извлечённое из английских источников.
Состоял (1807—1810) при русской миссии в наполеоновском Королевстве Голландия, будучи прикомандирован к ней для прикрытия некого «секретного поручения» (в чём оно заключалось, неизвестно). Сделался знатоком нидерландского языка и литературы, женился на голландке. В 1817 году издавал два журнала: «Русский пустынник, или Наблюдатель отечественных нравов», затем «Северный наблюдатель» (вышло по 26 номеров каждого). С 1835 года был цензором, и в этом звании, по свидетельству В. П. Бурнашева, отстаивал интересы авторов, хотя у него была слабость украшать рукописи своими вставками. В 1840 году Корсаков начал, вместе с С. А. Бурачком, издание имевшего реакционную репутацию журнала «Маяк». В «Маяке» Корсаков помещал огромное количество переводных и оригинальных стихотворений, эпиграммы (под псевдонимом Коломенский старожил), рассказы и историко-литературные статьи.
Корсаков сыграл большую роль в ознакомлении русского читателя с нидерландской классикой, переводил и комментировал Й. Вондела, Я. Катса и других нидерландских поэтов и драматургов. Переводы Корсакова встречали похвальные отзывы русских критиков разных направлений.

## Сочинения
- «Собрание путешествий, предпринятых агентами Лондонского общества африканских открытий во внутренность сей части света: Ледиярда, Лукаса, Гугтона, Мунго-Парка и Горнемана» (1807);
- «Храм славы истинных героев» (Спб., 1813);
- Стихи к балету «Торжество России» Вальберха и Огюста (1814);
- «Маккавеи», трагедия в стихах (1815);
- «Очерк голландской литературы» (1838);
- «Иаков Катс, поэт» (1839);
- «Приключения бедного сироты», роман (1839);
- «Креолка и европеец», роман (1839);
- «Опыт нидерландской антологии» (1844).

Перевёл «Робинзона Крузо» Дефо (1842—1844), либретто оперы «Жоконд, или Искатели приключений» (французский текст Ш.-Г. Этьенна).

## Семья
- Дочь — Лидия Петровна Корсакова — русская писательница 1830-х и 1840-х годов. Сотрудничала в «Энциклопедическом лексиконе» Плюшара (1835—1841) и помещала свои стихотворения в «Литературных прибавлениях к „Русскому инвалиду“» (1837—1839), «Маяке» (1840 и след.) и др. изданиях[4].